# Pasadena Hills (Floryda)
Pasadena Hills – jednostka osadnicza w Stanach Zjednoczonych, w stanie Floryda, w hrabstwie Pasco.